# Megumi Emura
Megumi Emura (jap. 江村 恵, Emura Megumi; * 24. Januar 1980 in der Präfektur Niigata) ist eine japanische Biathletin und Skilangläuferin.
Megumi Emura besuchte die Schule in Tsunan, Präfektur Niigata und studierte an der Ryūkoku-Universität. Die Sportsoldatin der Tōki Sengi Kyōikutai (Tōsenkyō), für die sie auch antritt, wird von Fukushi in Sapporo trainiert. Zwischen 2001 und 2003 bestritt sie etwa zehn Rennen im Skilanglauf-Continental-Cup und erreichte mehrfach einstellige Ergebnisse. 2002 begann Emura mit dem Biathlonsport. Zum Auftakt der Saison 2004/05 gab sie ihr Debüt im Biathlon-Europacup und wurde bei ihrem ersten Rennen, einem Einzel in Geilo, 44. An selber Stelle erreichte sie mit einem 33. Platz in einem Sprint ihr bestes Resultat in der zweithöchsten internationalen Rennserie des Biathlonsports. Im weiteren Verlauf der Saison folgte auch das Debüt im Biathlon-Weltcup. Ihr erstes Rennen bestritt Emura am Holmenkollen in Oslo. Bei diesem Einzel wurde die Japanerin 94. Gegen Ende der Saison folgte ein weiterer Einsatz in Cesana San Sicario. Mit der Staffel Japans kam Emura an der Seite von Tomomi Ōtaka, Kanae Meguro und Ikuyo Tsukidate auf einen achten Platz.

## Biathlon-Weltcup-Platzierungen
Die Tabelle zeigt alle Platzierungen (je nach Austragungsjahr einschließlich Olympische Spiele und Weltmeisterschaften).
- 1.–3. Platz: Anzahl der Podiumsplatzierungen
- Top 10: Anzahl der Platzierungen unter den ersten zehn (einschließlich Podium)
- Punkteränge: Anzahl der Platzierungen innerhalb der Punkteränge (einschließlich Podium und Top 10)
- Starts: Anzahl gelaufener Rennen in der jeweiligen Disziplin
- Staffel: inklusive Mixed- und Single-Mixed-Staffeln

| Platzierung                      | Einzel | Sprint | Verfolgung | Massenstart | Staffel | Gesamt |
| -------------------------------- | ------ | ------ | ---------- | ----------- | ------- | ------ |
| 1. Platz                         |        |        |            |             |         |        |
| 2. Platz                         |        |        |            |             |         |        |
| 3. Platz                         |        |        |            |             |         |        |
| Top 10                           |        |        |            |             | 1       | 1      |
| Punkteränge                      |        |        |            |             | 1       | 1      |
| Starts                           | 1      |        |            |             | 1       | 2      |
| Stand: nach der Saison 2009/2010 |        |        |            |             |         |        |